# Nörder-Djuptjärnen
Nörder-Djuptjärnen är en sjö i Älvdalens kommun i Dalarna och ingår i Dalälvens huvudavrinningsområde.